# Le Paradis – un peu plus loin
 (septembre 2016).
Si vous disposez d'ouvrages ou d'articles de référence ou si vous connaissez des sites web de qualité traitant du thème abordé ici, merci de compléter l'article en donnant les références utiles à sa vérifiabilité et en les liant à la section « Notes et références ».
Le Paradis - un peu plus loin (titre original : El paraíso en la otra esquina) est un roman péruvien de Mario Vargas Llosa paru en 2003.
Ce roman raconte l'histoire de la célèbre féministe franco-péruvienne Flora Tristan et de son petit-fils, le peintre Paul Gauguin, qu'elle n'a jamais connu. Dans le récit, Flora Tristan et Paul Gauguin deviennent respectivement Florita l'Andalouse et Koké le Maori. Au fil du roman, on se rend compte que les deux personnages sont très similaires et aspirent tous deux à une forme de paradis, qu'ils n'atteindront pas.